# Промышленность Якутии в годы Великой Отечественной войны
Промышленность Якутии в годы Великой Отечественной войны решала задачи обеспечения Якутии товарами первой необходимости и применения местных ресурсов.

## Перед войной
До войны ведущей отраслью промышленности Якутии была золотодобыча. В частности Алданская  золотодобывающая промышленность в 1925 г. был присвоен статус промышленности  общесоюзного  значения. Началась разработка Кангаласского,  Сангарского,  Джебарики-Хайинского,  Чульманского и Зырянского угольных разрезов. Развивалось местное производство, например Якутская горнотехническая контора по добыче угля на Сангарских копях, трест «Якутлес», предприятия на Кемпендяйском и Пеледуйском месторождениях по добыче соли, лесопильный, кожевенно-обувной и кирпичный заводы в г. Якутске. Удельный вес вложений в местную промышленность увеличился с 1,9%  в  1926-1927 годах до 15,9% в 1929-1930 годах. 

## В военные годы
В годы Великой Отечественной войны Якутия показала себя не только как поставщик золота и пушнины, но и как поставщик олова и слюды для всей страны, поставщик угля и леса для соседних регионов. Местная промышленность Якутии в период недостатка самообеспечивала регион местными товарами.
С первых дней Великой Отечественной войны в Якутии начался перевод региональной экономики на военные условия ведения деятельности. IV пленум  Якутского обкома ВКП(б)  (проводился 23-26 июня 1941 года) поставил задачи максимального самообеспечения потребностей местного населения в повседневных товарах и продовольствии. Была поставлена задача определения перечня товаров, в которых имелась потребность у населения в военное время. С наступлением войны сокращается объёмы и ассортимент объёмов поступающий в Якутскую республику товаров и продовольствия. Были исключены торгующими организациями и из перечня товаров завозимых в республику: мебель, телеги, обозошорные и щепные изделия. Также был уменьшен завоз следующих позиций: культтовары, игрушки, зеркала,  чемоданы,  гребни,  обувь,  платья,  меховые,  лесохимические  изделия. К примеру ввоз мануфактуры выросший в 1940 году относительно 1932 года на 72,1%, в 1941 г. снизился на 11%. Также пленум обкома поставил задачи организации добычи полезных ископаемых и открытия новых производств по переработке местного доступного сырья и материалов. Руководство республики поставило задачу перестройки работы промышленности с учётом преобладания проживания населения  Якутии в  сельской  местности. В сельской местности должны были быть организованы промышленные производства для обеспечения выполнения поставленных задач.
Наркомат пищевой промышленности Якутской АССР организовал за первые годы войны 17 районных пищекомбинатов, в структуру которых входили мельницы, маслозаводы, производство кисломолочных продуктов, кулинарных изделий, безалкогольных напитков, кедрового масла и суррогатов чая, переработка дикорастущих растений, открыто 3 мыловаренных производства, 4 производства ягодного вина. 
Районным промкомбинатам, подчиненным Наркомату местной промышленности Якутской АССР, предстояло организовать выпуск товаров повседневного спроса для сельского населения. В  1941  году – в первой  половине 1942  годы было введено 246 предприятий  местной  промышленности, из них 50  производств и производственных точек открыто районными промкомбинатами. Среди них было открыто одно лесопильное, 4 столярно-мебельных, 7 лыжных, 6 бондарных, 6 обозостроительных, 2 лесохимических, 5 кирпичных, 2 известковых, 7 металлообрабатывающих, 5 швейных, кожевенное, 2 шорно-седельных производства, началась добыча торфа и слюды. В  1942  г.  на  балансе районных промкомбинатов числилось  5  пилорам,  37 станков  с  механическим  приводом, 8 силовых установок и 13 электромоторов. За 1941 год доля продукции, выпущенной промкомбинатами составила 22% от всей валовой продукции республиканского Наркомместпрома. Районными промкомбинатами расширили бытовое обслуживание сельского населения, а именно вводились мастерские по ремонту обуви,  парикмахерские,  фотографические  услуги.  
Также изделия широкого потребления производили негосударственные предприятия системы  промысловой  кооперации  и  кооперативы  инвалидов. В  военные годы  промысловые  артели  работали  в 23 районах республики, четыре из них в районах Крайнего Севера. На  1  января  1942  года  среди артелей  промысловой  кооперации  17  являлись  сельскими; из 2135 членов артелей в сельской местности работали 716 человек (33,5%); значительное число членов артелей составляли женщины и молодежь.
Постановление СНК СССР и ЦК ВКП(б) от 6 января 1942 г. «О развитии рыбных промыслов в бассейнах рек Сибири и на Дальнем Востоке» включило  Якутскую АССР в процесс создания рыбной промышленности в стране. Якутгосрыбтрест приступил к организации работ по изготовлению 283 лодок, более 20 тысяч бочек, запуск производства кирпича, строительных деталей (оконных рам, дверей, косяков и других) для 650 стандартных двухквартирных домов. Производство клепок для бочек, требуемые Янскому рыбозаводу, поручено артели «Полярник» Верхоянского района. В Булунском, Жиганском и Усть-Янском  районах  налажено производство кирпича, открыты мастерские бытового обслуживания населения, организованы хлебопечение и общественное питание.
Постановление от 15 мая 1942 г. «О государственном плане развития народного хозяйства и культурного строительства, подведомственных РСФСР, по Якутской АССР на 1942 год» СНК ЯАССР возложило на Наркомместпром Якутии организацию на территории республики спичечной фабрики кустарного типа, мыловаренного завода в Амгинском районе, выпуску макулатурного картона, организации кожевенного завода в Усть-Алданском районе, выпуск кирпича и добычи извести в Булунском районе, обеспечение сырьём и материалами Нюрбинского кожевенного завода. 

## Последствия
В военные годы в короткие сроки  было  организовано  производство  товаров  широкого  потребления  и  продовольствия  из  местного  сырья и материалов, получили развитие топливная, деревообрабатывающая, швейная, кожевенно-обувная, пищевая отрасли. Тыловые подвиги по  развитию  местного  промышленного  производства позволили населению Якутии выстоять в военные годы при значительном снижении рабочей силы и поставок продукции и продовольствия из других регионов. В годы Великой Отечественной войны объём валовой продукции из местного сырья, выпущенной госпредприятиями Якутии, увеличился на 58,8%, кооперативными предприятиями – на 115,9%. За 1940-1945 года производство обуви увеличилось со 100 до 126 тысяч пар и различных видов пищевой продукции: с 395 до 1172 т выросло производство масла, в 2 раза выросло производство колбасных и кондитерских продуктов, с 22 до 37 тыс. т увеличилось производство хлебобулочных продуктов. В производстве промышленных товаров предприятиями нашло применение ранее не используемое сырье: торф, корунд, песчаник, березовый корень, дикий лен, птичьи перья, сохатиные камусы и различные отходы производства. В 1942-1944 годы к профессиональной подготовке промышленных кадров (электрослесарей, забойщиков, бондарей, кузнецов, печников, плотников) призывалась сельская молодежи в школы фабричнозаводского обучения. Поднималась производительность труда с помощью уплотнения рабочего дня, совершенствования организации труда, внедрения рационализаторских предложений и стахановских методов работы. 
В годы Великой Отечественной войны в Якутской АССР проведена значительная работа по подъёму местной промышленности. Активно развивалась деятельность предприятий различных форм собственности – государственной и кооперативной, но решающих одну задачу – создание производства местных промышленных изделий массового потребления при применении местных ресурсов.